# Toxorhynchites pendleburyi
Toxorhynchites pendleburyi är en tvåvingeart som först beskrevs av Edwards 1930.  Toxorhynchites pendleburyi ingår i släktet Toxorhynchites och familjen stickmyggor. Inga underarter finns listade i Catalogue of Life.